# Lineær funktion
I matematikken er en lineær funktion (også kaldet en lineær transformation, lineær afbildning eller lineær operator) en funktion mellem to vektorrum, der bevarer vektoraddition og skalarmultiplikation. Med andre ord bevarer den linearkombinationer.
I abstrakt algebra er en lineær transformation en homomorfi af vektorrum.

## Definition og første følger
Hvis V og W er vektorrum over det samme legeme K, siges f : V → W at være en lineær transformation, hvis der for alle vektorer x og y i V og alle skalarer a i K gælder, at
{\displaystyle f(x+y)=f(x)+f(y)\,}
{\displaystyle f(ax)=af(x)\,.}
Dette er ækvivalent med at sige, at f bevarer linearkombinationer, hvilket vil sige, at der for alle vektorer x1, ..., xm i V og skalarer a1, ..., am i K gælder, at
{\displaystyle f(a_{1}x_{1}+\cdots +a_{m}x_{m})=a_{1}f(x_{1})+\cdots +a_{m}f(x_{m}).}
Det hænder, at V og W betragtes som vektorrum over forskellige legemer. Da er det normalt at specificere hvilket af disse legemer, der brugtes til at definere, at transformationen var lineær. Hvis V og W betragtes som K-vektorrum som ovenfor, taler man typisk om K-lineære afbildninger. Eksempelvis er konjugeringen af komplekse tal en R-lineær afbildning C → C, men den er ikke C-lineær.
Det følger af definitionen, at f(0) = 0, hvorfor lineære transformationer til tider kaldes homogene lineære transformationer.

## Eksempler
- Identitetsfunktionen fra et vektorrum til sig selv der sender {\displaystyle v} til {\displaystyle v}.
- Nulfunktionen der sender enhver vektor til den additive identitet af et andet vektorrum.
- Hvis A er en m × n-matrix over R, definerer A en lineær transformation fra Rn til Rm ved at sende søjlevektoren x ∈ Rn i søjlevektoren Ax ∈ Rm. Enhver lineartransformation mellem endeligdimensionale vektorrum opstår således.
- Integralet danner en lineær afbildning fra rummet af alle reelle integrable funktioner defineret på et vilkårligt interval til R.
- Differentiation er en lineær transformation fra rummet af alle differentiable funktioner til rummet af alle funktioner.